# آنیویا
آنیویا (به اسپانیایی: Noya) یک منطقهٔ مسکونی در اسپانیا است که در استان بارسلون واقع شده‌است. آنیویا ۸۶۶٫۳ کیلومتر مربع مساحت و ۱۱۷٬۸۴۲ نفر جمعیت دارد.